# Kościół św. Ruprechta w Wiedniu
Kościół św. Ruprechta (Ruperta) (niem. Ruprechtskirche) – najstarszy kościół Wiednia (wielokrotnie rekonstruowany i przebudowywany).
Świątynia została prawdopodobnie zbudowana przez biskupa Wirgilusza z Salzburga na miejscu podziemnego oratorium. Pierwsze wzmianki o kościele św. Ruprechta pojawiają się w 1161 r. Nawa główna i niższe piętra wieży powstały w XI w. Samą wieżę powiększono dwukrotnie: najpierw w XII, a następnie w XIII stuleciu. W XIII w. dodano także chór.

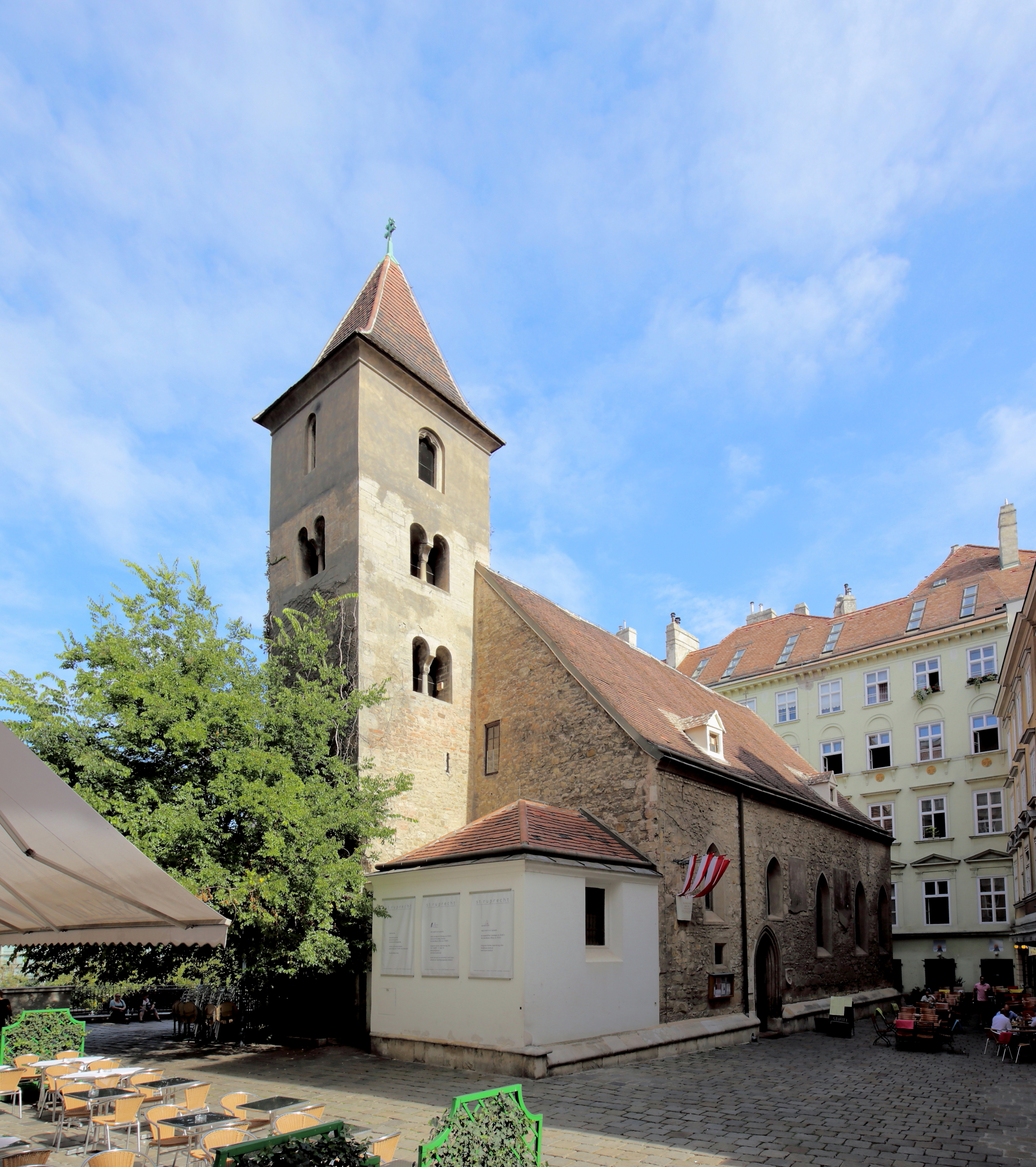
Ruprechtskirche

Niezwykle cennym zabytkiem są najstarsze wiedeńskie witraże (XIII w.) oraz ołtarz „Naszej Pani z Loreto”. Budowlę restaurowano w latach 1934–1936 oraz 1946–1948.
Św. Ruprecht – patron kościoła – był opiekunem ludzi handlujących solą. U stóp romańskiej wieży znajduje się posąg świętego trzymającego naczynie z solą.
Kościół św. Ruprechta położony jest na cichym placu Ruprechtsplatz, na krańcu dzielnicy żydowskiej, która ciągnie się w kierunku Judenplatz.